# Bistrița, Vâlcea
Bistrița este un sat în comuna Costești din județul Vâlcea, Oltenia, România. Aici se află Mănăstirea Bistrița ctitorie a boierilor Craiovești.

## Legături externe

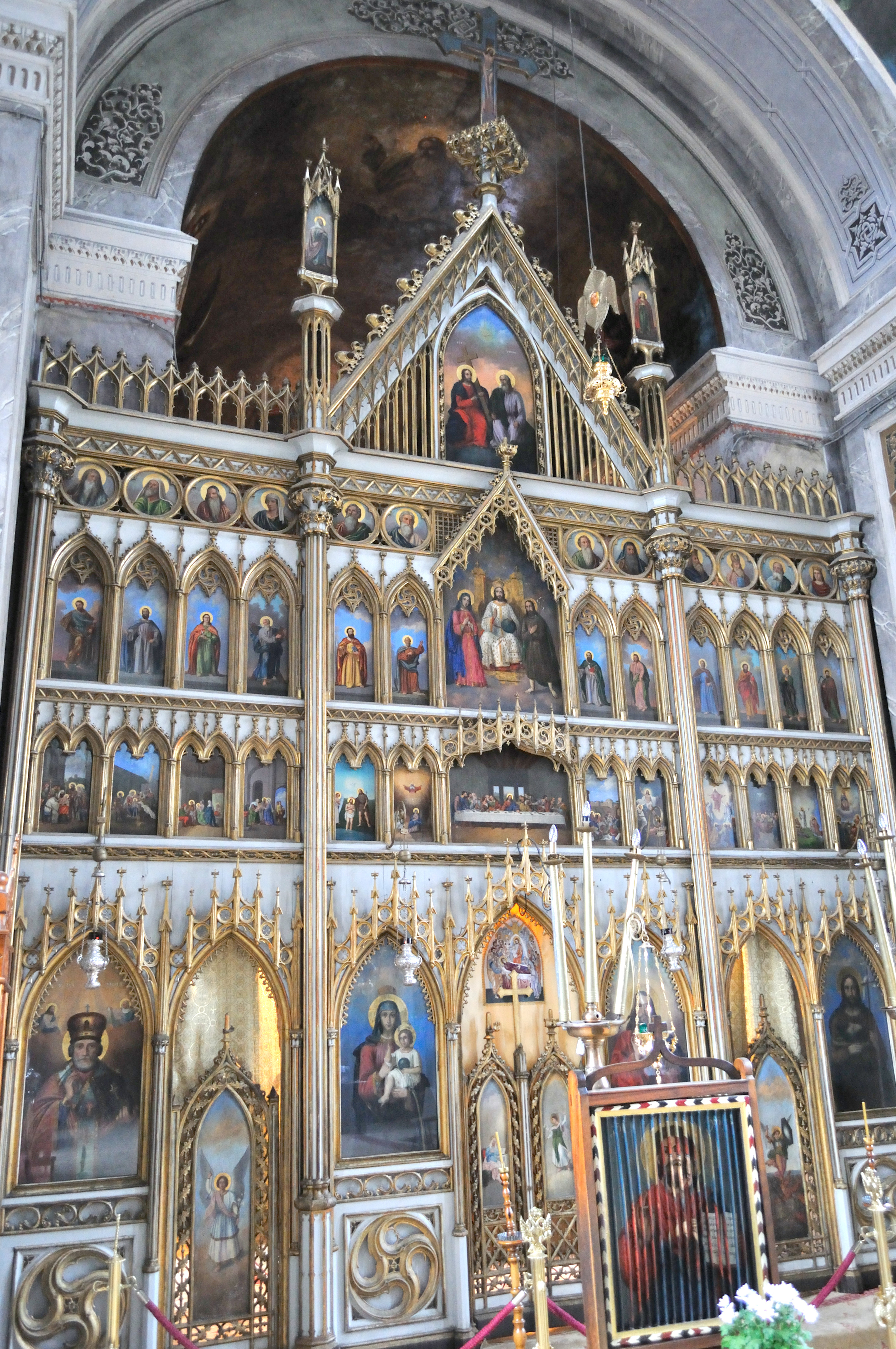
Catapeteasma bisericii Mănăstirii Bistrița